# Jacinto City
Jacinto City è un centro abitato degli Stati Uniti d'America situato nella contea di Harris dello Stato del Texas.
La popolazione era di 10 553 abitanti al censimento del 2010. Fa parte dell'area metropolitana di Houston–The Woodlands–Sugar Land.

## Geografia fisica
Secondo lo United States Census Bureau, ha un'area totale di 1,87 mi² (4,84 km²).
Si trova nel centro della contea di Harris, lungo la Missouri Pacific Railroad e all'incrocio tra la U.S. Highway 90, la Interstate 610 e la Interstate 10. Jacinto City prende il nome dalla battaglia di San Jacinto.

## Società

### Evoluzione demografica
Secondo il censimento del 2000, c'erano 10 302 abitanti, 2 947 nuclei familiari e 2 392 famiglie residenti nella città.